# Luis Dieulefait
Luis Victor Dieulefait (* 17. März 1972) ist ein argentinisch-italienischer Mathematiker, der sich mit Zahlentheorie (arithmetische algebraische Geometrie) befasst. Er ist Professor an der Universität Barcelona.
Dieulefait gewann 1988 die Nationale Mathematikolympiade in Argentinien, studierte an der Universidad Nacional de Rosario Mathematik mit dem Abschluss 1995 und wurde 2001 an der Universität Barcelona bei Nuria Vila promoviert ( Modular Galois Realizations of Linear Groups). Als Post-Doktorand war er als Marie Curie Fellow an der Universität Paris XIII bei Jacques Tiloine und an der Universität Paris VI (Institute Math. de Jussieu) bei Leila Schneps, in Barcelona und am IHES bei Christophe Breuil. 2003 bis 2007 war er Ramon y Cajal Forscher an der Universität Barcelona, an der er 2007 Professor wurde.
Er war auch zu Forschungsaufenthalten bei Ken Ribet in Berkeley und Richard Taylor am Institute for Advanced Study.
2004 gab er einen Beweis eines Teils der Serre-Vermutung (Modulformen der Stufe 1, Gewicht 2), fortgesetzt 2006 (ungerade Stufe) und 2009 (neuer Beweis Stufe 1). Vollständig wurde die Vermutung 2006 von  Chandrashekhar Khare, Jean-Pierre Wintenberger und Mark Kisin bewiesen.
Er hat die argentinische und italienische Staatsbürgerschaft.

## Schriften
- The level 1 weight 2 case of Serre's conjecture, Rev. Mat. Iberoamericana, Band 23, 2007, S. 1115–1124
- Remarks on Serre's modularity conjecture, Manuscripta Math., Band 139, 2012, S. 71–89
- Existence of families of Galois representations and new cases of the Fontaine-Mazur conjecture, J. Reine Angew. Math., Band 577, 2004, S. 147–151.
- The level 1 case of Serre's conjecture revisited, Rendiconti Lincei - Mat. e Appl., Band  20, 2009, S. 339–346
- How to facet a gemstone: from potential modularity to the proof of Serre's modularity conjecture, Vorlesungen Madrid, Luminy 2007 über die Lösung der Serre-Vermutung
- mit Gabor Wiese: On Modular Forms and the Inverse Galois Problem, Trans. AMS, Band 363, 2011, S. 4569–4584
- Langlands Base Change for GL(2), Annals of Math., Band 176, 2012, S. 1015–1038.
- Herausgeber mit Gerd Faltings, Roger Heath-Brown, Yuri Manin, B. Moroz, Jean-Pierre Wintenberger: Arithmetic Geometry. Proceedings of the trimester organized at the Hausdorff Institute during 2013, Cambridge University Press
- Herausgeber mit Henri Darmon, F. Diamond, Bas Edixhoven, V. Rotger: Elliptic curves, Hilbert modular forms and Galois deformations. Advanced Courses in Mathematics CRM Barcelona, Birkhäuser, 2013 (Vorlesungen CRM Barcelona 2009/10)